# Bronisław Abramowicz
Pour les articles homonymes, voir Abramowicz.

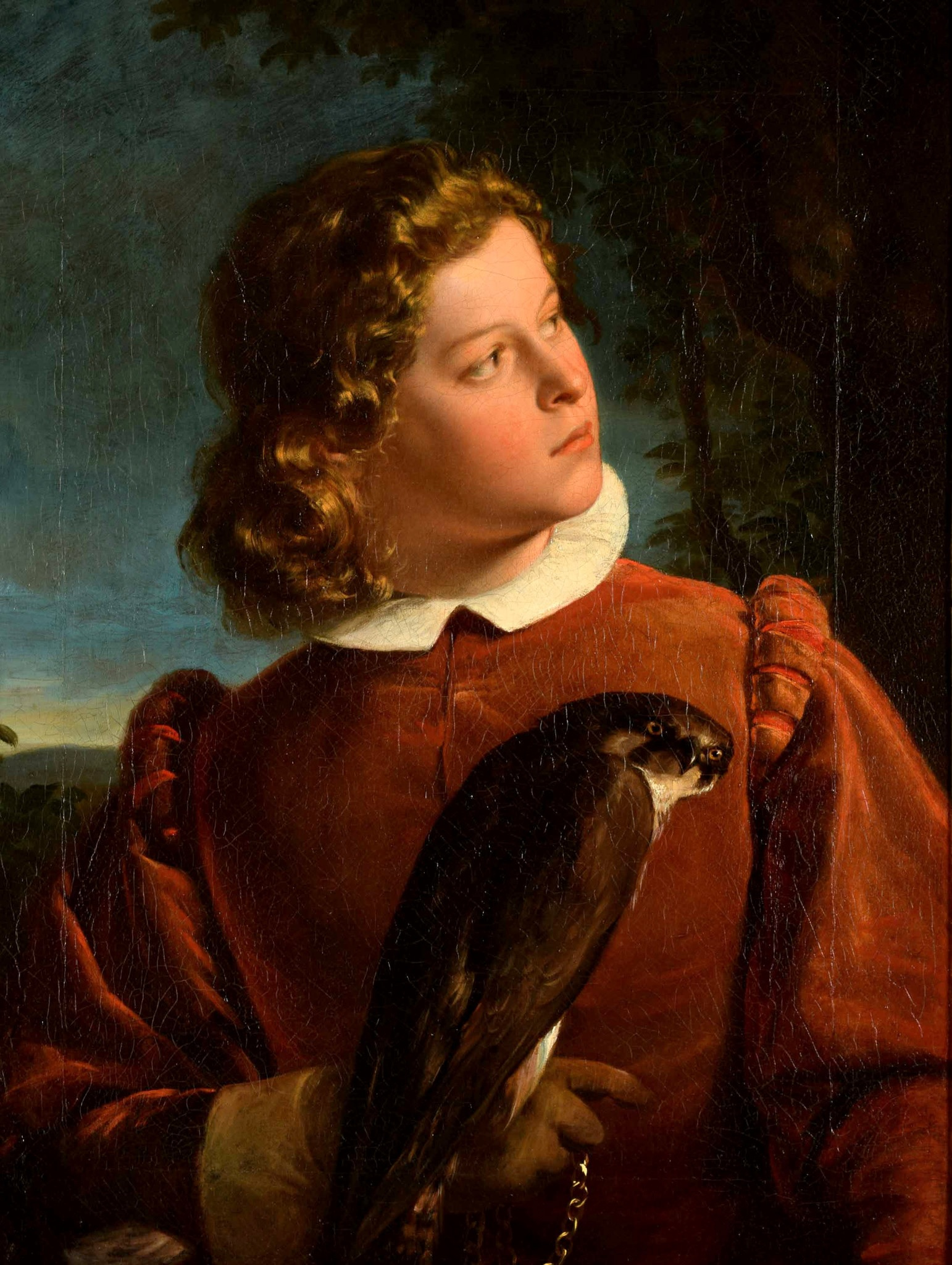

Bronisław Abramowicz, né en 1837 à Załuchów en Volhynie, Royaume du Congrès, et mort le 17 juillet 1912 à Cracovie, est un peintre polonais. Il crée des motifs d'histoire polonaise et religieuse, des peintures de genre, des scènes de chasse et de forêt, et des portraits. Dans sa dernière phase, il se consacre à la restauration de sculptures et de peintures dans les églises de Cracovie.  

## Biographie
Bronisław Abramowicz naît en 1837 à Załuchów, dans une famille noble.
Il étudie à l'école des beaux-arts de Varsovie de 1858 à 1861. En 1861, il participe à l'insurrection, au cours de laquelle il est l'adjudant de Marian Langiewicz.
Il étudie ensuite à l'Académie des Beaux-Arts de Munich, où il réalise un portrait de Louis II en 1867.
De 1870 à 1874, il étudie à l'Académie des Beaux-Arts de Vienne, de 1872 à 1874 sous la direction d'Eduard von Engerth (en). Il est diplômé de l'Académie de Vienne avec distinction. 
Après avoir terminé ses études, il s'installe à Cracovie où il expose ses œuvres à partir de 1868.
Il ne termine ses études à l'Académie des beaux-arts de Cracovie que dans la classe de maître de Jan Matejko, ce qui n'est toutefois pas documenté.
De 1868 à 1901, il expose ses peintures à Cracovie, en 1871 et 1877 à Lemberg, de 1872 à 1879 à Varsovie, en 1867 à Munich et en 1871, 1873, 1876 et 1877 à Vienne. Pour son tableau Das Gastmahl bei Wierzynek, il est devenu membre honoraire du Kunstverein de Vienne en 1876.
Dans sa dernière période de création, il s'est consacré à la restauration de peintures et de sculptures. Il a restauré les parties figuratives des stalles du chœur de Basilique Sainte-Marie de Cracovie, les ailes du triptyque de l'église Saint-Egidio de Cracovie et le tableau de la Mère des Douleurs de l'Église Saint-François-d'Assise de Cracovie.

## Œuvres
- Porträt Ludwigs II., 1867

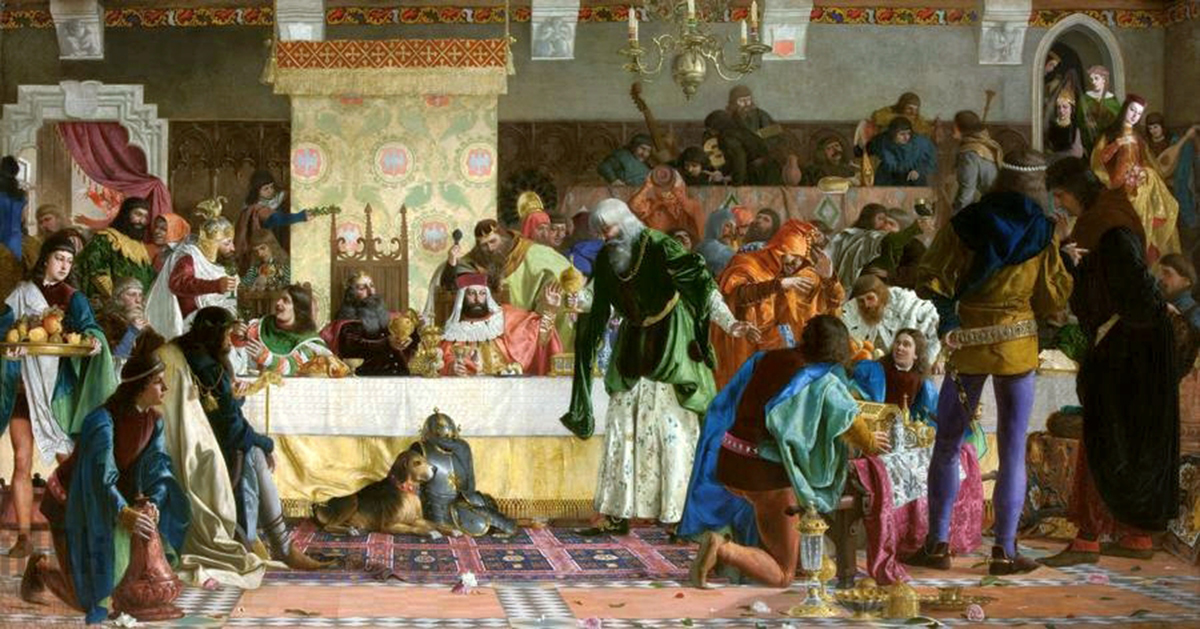
Das Gastmahl bei Wierzynek, 1876.

- Der Bischof von Ypern bittet Herzog Alba um Begnadigung des Grafen Egmont, 1871
- Jan Kochanowski, 1872
- Die letzten Augenblicke Sigismunds des Alten
- Sigismund August, sein Testament diktierend
- Das Gastmahl bei Wierzynek, 1876
- Die Barmherzigkeit der Königin Anna
- Karl IX. vor der Bartholomäusnacht
- Taufe Christi
- Heilige Thekla
- Johannes der Täufer
- Kastellanin, 1882